# Thorvald Claudi Westh
Thorvald Claudi Westh (1. februar 1868 på Store Hallegård i Olsker – 26. april 1955 i Charlottenlund) var en dansk kulturingeniør.
Efter realeksamen kom Westh i lære som landmand og dimitterede fra Næsgård Agerbrugsskole i 1891. Han kom derefter til Hedeselskabet og blev hurtigt leder af dets ekspanderende mose- og grundforbedringsarbejde; en post, han bestred i 25 år. Efter Enrico Dalgas i 1894 lignede han en oplagt efterfølger, men hans facon og holdninger betød, at det var umuligt. Han forsøgte sig som folketingskandidat for Det Radikale Venstre, men opnåede ikke valg, og selv om han sad i partiets hovedbestyrelse, hørte han næppe på noget tidspunkt til inderkredsen. Gennem sit politiske virke søgte han opbakning til sit store projekt om en landsomfattende grundforbedringsvirksomhed, men da Zahle-regeringen gik af i 1920 måtte han indse, at det ikke lykkedes. Han beskæftigede sig i 1920'erne og 1930'erne med bedre afvanding af fjorde og vandløb i Vestjylland. Sit politiske virke udfoldede han som formand for de radikale vælgerforeninger i Århus, Viborg og Gentofte – og det blev også til et par perioder som kommunalpolitiker, først i Viborg Byråd 1913-17 og i Hellerup Menighedsråd 1922-29.